# Связи с инвесторами
Связи с инвесторами или IR, (акроним от англ. Investor Relations) — сфера деятельности организации, находящаяся на пересечении финансов, коммуникационной политики, маркетинга и права, имеющая целью построение максимально эффективной двусторонней коммуникации между компанией, инвестиционным сообществом и другими группами интересов, влияющими или потенциально способными оказывать влияние на оценку рыночной стоимости компании. Часто этот термин используется для обозначения отдела в компании, занимающегося установлением и поддержанием отношений с акционерами и инвесторами.

## История
Обязанности первых IR-служб заключались в распространении финансовой информации о компании или пресс-релизов о финансовых результатах и годовых отчётов. В 1969 году в США была создана профессиональная ассоциация — Национальный институт по связям с инвесторами (англ. National Investor Relations Institute, NIRI). Позднее аналогичные организации появились в Бразилии, Великобритании, Германии, Канаде, Финляндии, Франции, Японии и других странах, а в 1990 году они объединились в Международную федерацию по связям с инвесторами (англ. International Investor Relations Federation, IIRF). 4 сентября 2008 года Международная федерация по связям с инвесторами (IIRF) была преобразована в Глобальную сеть IR (англ. Global Investor Relations Network, GIRN).
По определению NIRI, Investor Relations — это вид стратегической деятельности компании, включающей вопросы раскрытия информации, финансовой политики и предоставления существующим и потенциальным инвесторам сведений о текущем положении дел в компании и об её перспективах.

## Связи с инвесторами в компании

### Задачи
- Разработка плана взаимодействия компании с инвесторами и его воплощение.
- Всесторонний анализ конкурентоспособности.
- Определение оптимального состава акционеров и его формирование.
- Подготовка информации для инвесторов об изменениях в компании.
- Обучение лиц, представляющих компанию, доносить до общественности информацию в соответствии с установленными требованиями раскрытия информации.
- Подготовка информационных материалов о компании и новостях отрасли для аналитиков, брокеров и инвесторов.
- Следить за разделом корпоративного сайта, посвященного связям с общественностью.
- Мониторинг отчетов аналитиков и составление справок для руководства.
- Поддержание отношений с представителями фондовой биржи.
- Организация мероприятий с отчетами по прибылям и собраний инвесторов.
- Информирование руководства компании о настроениях инвестиционного сообщества[2].